# SD 500
La SD 500 era una bomba aeronautica a frammentazione da 500 kg in dotazione ai reparti di bombardamento della Luftwaffe che operarono nell'aeronautica militare tedesca durante la seconda guerra mondiale. Venne utilizzata anche dalla Regia Aeronautica nei reparti a Tuffo sui velivoli Junkers Ju 87.
Veniva sganciata dai velivoli ed arriva sul bersaglio "in caduta libera".
La denominazione seriale delle bombe SD deriva dalla contrazione dei termini in lingua tedesca Splitterbombe Dickwandig,  cioè bomba a frammentazione (Splitterbombe) a parete spessa (Dickwandig), e veniva seguita da un numero che ne indicava il peso espresso in chilogrammi.
Oltre la SD 500 erano in dotazione:
- SD 1000, pesante 1000 kg;
- SD 1400, pesante 1400 kg (quest'ultima aveva una testata perforante da 320 kg di amatolo e fu la base per il missile guidato antinave Ruhrstahl SD 1400 detto "Fritz X");